# Foses
Ne doit pas être confondu avec Fosses.

Localisation en Germanie des Foses au.

Les Foses (en latin : Fosi ; en allemand : Foser ou Fosen) sont un ancien peuple germanique mentionné à la fin du Ier siècle par l'historien romain Tacite.
« Ainsi, ces Chérusques qu'on désignait jadis comme bons et justes, se font traiter aujourd'hui de mous et de sots. La chance des Chattes, leurs vainqueurs, a passé pour de la sagesse. Peuple limitrophe, les Foses furent, eux aussi, emportés par la débâcle des Chérusques. Ils leur sont associés à parts égales dans le malheur, alors que dans la prospérité ils leur avaient été inférieurs. »
— Tacite, La Germanie, XXXVI.
C'est la seule mention de ce peuple, qui soit était soumis aux Chérusques, soit en formait un sous-groupe.
Certains historiens, géographes et linguistes allemands du XIXe siècle comme Albert Forbiger (de), August Benedikt Wilhelm, Ferdinand Heinrich Müller et Leopold von Ledebur ont établi un lien entre le nom de cette tribu et le nom de la rivière Fuhse qui arrose notamment la ville de Celle, en Basse-Saxe, et le nom du village de Fosenbrock, situé près de Hanovre, ce que contestent les historiens modernes.
Le nom Fosi pourrait dériver du proto-germanique *funsaz « prêt, disposé, volontaire » (proche notamment du vieux saxon fūs, du vieux haut allemand funs et du danois fus), ou du proto-germanique *fuhsaz « renard » (vieux saxon fohs ou fuhs, vieux haut allemand fuhs, danois fuks, allemand fuchs, anglais fox).

## Sources anciennes
- Tacite, La Germanie